# Campeonato Paulista de Futebol de 1992
O Campeonato Paulista de Futebol de 1992 foi a 52.ª edição do campeonato organizado pela Federação Paulista de Futebol e disputada entre 4 de julho e 20 de dezembro de 1992, tendo o São Paulo como bicampeão. O vice-campeão foi o Palmeiras. 
O artilheiro do campeonato foi Válber, do Mogi-Mirim, com 17 gols.

## Participantes
O Campeonato Paulista da Primeira Divisão de 1992 foi dividido nos grupos verde e amarelo. O Grupo A foi composto das equipes melhores classificadas no Campeonato Paulista de 1991 e o Grupo B, pelas equipes piores classificadas naquele torneio, incluindo Araçatuba, que subiu da segunda divisão de 1991.

## Regulamento
Da mesma maneira que no ano anterior, os 28 clubes foram divididos em dois grupos de 14, jogando entre si dentro de cada chave em dois turnos. Os seis primeiros do Grupo A (Verde) e os dois primeiros do Grupo B (Amarelo) classificaram-se para as semifinais, sendo divididos em dois grupos de quatro conforme suas posições na primeira fase. As quatro últimas equipes do Grupo A desceriam em 1993 para o Grupo B, sendo substituídas pelos quatro melhores times do Grupo B. Não houve descenso do Grupo B para a Divisão Intermediária, mas os dois melhores dessa divisão subiriam para o Grupo B em 1993. Os critérios de desempate na primeira fase ram, pela ordem, maior número de vitórias, melhor saldo de gols, maior número de gols marcados, vantagem no confronto direto (apenas em caso de empate entre duas equipes), goal average (divisão do número de gols marcados pelo de gols sofridos) e sorteio. A vitória valia ainda dois pontos.
Na segunda fase, os quatro clubes de cada chave jogavam em dois turnos, somente dentro de cada grupo. No Grupo I entrariam o primeiro (São Paulo), o quarto (Santos) e o quinto (Portuguesa) colocados do Grupo A e o segundo colocado do Grupo B (Ponte Preta). No Grupo II entrariam o primeiro colocado do Grupo B (Mogi Mirim) e o segundo (Palmeiras), terceiro (Corinthians) e sexto (Guarani) colocados do Grupo A. Por ter conquistado o Grupo A, o São Paulo entrou na segunda fase com um ponto de bonificação. Os critérios de desempate seriam os mesmos da primeira fase, mas seriam levados em conta apenas os jogos da segunda fase.
Os campeões de cada grupo decidiriam o título em dois jogos. Caso os times empatassem em número de pontos, ainda que uma das equipes levasse vantagem no saldo de gols, haveria uma prorrogação após a segunda partida e, persistindo o empate, disputa de pênaltis. Como o São Paulo eventualmente ganhou os dois jogos, não foi necessário que a segunda partida se estendesse.
O Campeonato Paulista de 1992 também foi o primeiro com as novas regras estabelicidas pela Fifa, que passavam a proibir que os goleiros pegassem a bola com as mãos quando esta fosse recuada intencionalmente com os pés por outro jogador de seu time.

## Preparativos
O São Paulo iniciou o torneio como favorito, não só por ser o atual campeão, mas também por ter acabado de conquistar a Taça Libertadores da América pela primeira vez, um mês antes. Começou também preocupado com o preparo físico dos jogadores, pois, enquanto se preparava para enfrentar o Barcelona na final do Mundial Interclubes em dezembro, teria de jogar, além do Paulistão, a Supercopa Libertadores — e isso porque o time abriu mão de participar da Copa do Brasil, em favor do Palmeiras. Havia ainda o luto pela morte em um acidente de carro do goleiro reserva Alexandre — o que mais tarde abriria espaço para a ascensão de Rogério Ceni, que no Campeonato Paulista de 1992 ainda era o terceiro goleiro, atrás de Marcos. "Passamos por um momento de desconcentração, pela euforia da Libertadores", explicava o zagueiro Antônio Carlos, sobre a eliminação precoce no Campeonato Brasileiro. "Mas isso não se repetirá no Paulista." Com quatro empates nos cinco primeiros jogos, a campanha não foi exatamente como ele esperava.
Já o Palmeiras chegava com os primeiros reforços do recém-assinado contrato de co-gestão com a multinacional de laticínios Parmalat: Sorato, contratado junto ao Vasco, Carlinhos, que veio do Atlético Paranaense, e Edinho Baiano, do Joinville, além de outros jogadores que vieram por empréstimo (como Jean Carlo, então considerado uma das maiores promessas do futebol brasileiro) ou que tiveram seus passes comprados em definitivo depois de disputarem o Brasileiro pelo alviverde — a Parmalat gastou um total de 515 mil dólares, quantia vultosa para a época e que já era maior do que a verba anual que o clube receberia pelo patrocínio naquele ano. Junto com as contratações que se dariam ao longo do campeonato, a multinacional investiu 2,5 milhões de dólares. Ela também introduziu um novo uniforme, com finas listras brancas se alternando a listras mais grossas de um verde mais claro do que o habitual.
Quem também vinha reforçado era o Corinthians, que apresentava o zagueiro Henrique, trocado com o União São João por três jogadores, como seu maior reforço e ainda alugou os passes do lateral esquerdo Nelsinho, que tinha deixado o São Paulo em abril, do meia Edu Manga e do atacante Nílson. O clube ainda sonhava em contratar Evair, então encostado pelo técnico Nelsinho Baptista no Palmeiras, e Dener, que poderia deixar a Portuguesa, mas foi escalado por seu time logo na primeira rodada, o que acabou com o sonho corintiano.

## Primeira fase
Começado o campeonato, o São Paulo ainda deixou o País em agosto e setembro para disputar torneios de verão na Europa, incluindo o Troféu Teresa Herrera, na cidade da Corunha (Galiza), na Espanha, onde bateu seu rival de dezembro, o Barcelona, por 4 a 1. "Jogamos o verdadeiro futebol brasileiro", comemorava o técnico Telê Santana. O jornal espanhol Marca era ainda mais efusivo: "O conjunto paulista é tão rápido e cintilante no ataque como o chicote de Indiana Jones." De volta ao Brasil, dois jogos pelo Paulistão, seguidos por mais uma viagem à Espanha, para a disputa de outros torneios amistosos, incluindo o Troféu Ramón de Carranza, que o São Paulo também conquistou, com goleada de 4 a 0 sobre o Real Madrid.
O time perdeu Antônio Carlos, vendido ao Albacete, e foi atrás de Válber no Botafogo. Foi a maior mudança do time para o segundo semestre. Toninho Cerezo também foi contratado nessa época, quase como uma casualidade, segundo Telê Santana. "O Cerezo chegou um dia no clube para conversar comigo e pedir uma ajuda na sua indicação para um clube do Exterior", contou Telê. "Aí perguntei a ele: 'Você quer jogar futebol?' Ele respondeu que queria e então fiz-lhe a proposta [para jogar no São Paulo]." Cerezo chegou questionado por causa de seus 37 anos de idade, mas em pouco tempo ganhou a confiança da torcida. Dinho, contratado antes do Paulistão, começou bem o Paulistão e ganhou uma vaga no meio-campo, embora tenha-a perdido na reta final para Cafu, que trocou a lateral direita para jogar mais avançado. A mudança de Cafu para o meio teve origem na ascensão de Vítor, que tinha tido uma chance na lateral esquerda em 1991, quando da venda de Leonardo, mas não a aproveitou. Ao longo do Paulistão de 1992, contudo, Telê confiou nele e ele firmou-se como titular quando da contusão de Cafu, que ao voltar passaria a jogar no meio. "Como lateral eu tenho de ajudar mais na marcação", avaliava o jogador. "Jogando no meio-campo ganhei liberdade para atacar e ficar mais pertinho do gol." Telê conseguira uma grande vitória pessoal durante a primeira fase, quando afirmou seguidamente que poderia haver casos de doping no Campeonato Paulista, o que fez com que exames antidoping fossem obrigatórios em jogos do São Paulo, enquanto os outros times só tiveram de passar por tal avaliação uma vez em cada turno.
Pintado também ganhou destaque ao longo do Paulistão, ajudando a equipe a terminar o campeonato com a melhor média de gols sofridos. Já Raí, destaque no estadual anterior, seguiu na mesma toada, terminando como artilheiro do time no torneio com quinze gols, sendo onze deles em apenas três jogos: ele marcou três vezes contra Ponte Preta e Palmeiras e cinco vezes na goleada por 6 a 0 sobre o Noroeste, em 15 de outubro, um deles "uma obra-prima". Raí passou o campeonato inteiro em meio a especulações sobre sua possível venda para o Exterior, o que só se concretizaria no início de 1993, e ainda assim com o jogador permanecendo por mais seis meses no São Paulo. A classificação para a segunda fase veio com folga e antecipação, acompanhada da notícia de que a revista britânica World Soccer tinha eleito Telê o quarto melhor técnico do mundo.
Enquanto isso, o Palmeiras trocava seu técnico: apesar de um começo bom na Copa do Brasil e nem tanto no Paulistão (amargava a 12.ª colocação), Nelsinho Baptista não suportou a pressão das principais torcidas organizadas do clube, que pediram sua saída mesmo quando o time deixava o campo após a vitória por 4 a 0 sobre o Sampaio Corrêa, do Maranhão. Para seu lugar foi contratado Otacílio Gonçalves, que tinha conquistado o Campeonato Paranaense de 1991 e a segunda divisão do Campeonato Brasileiro de 1992 com o Paraná Clube.
A Parmalat também montou uma infraestrutura no Parque Antártica, que lhe permitiu monitorar as atividades mais de perto, sob o comando de José Carlos Brunoro. Otacílio chegou e pediu dois jogadores, que acabariam logo contratados: Maurílio e Cuca. Em busca também de uma grande contratação, o Palmeiras buscou na Europa Mazinho. A saída de Nelsinho também proporcionou a volta de Evair, que havia sido afastado do elenco pelo técnico. Esses reforços e o estilo amigável do treinador foram as principais razões para a recuperação alviverde no campeonato.
O Corinthians neste campeonato voltou a usar a Fazendinha depois de dez anos, agora com capacidade para 15 mil pessoas, mas em nenhum dos quatro jogos lá disputados houve capacidade máxima. Um fato curioso dessa campanha do Corinthians foi que no jogo contra o Santo André, no estádio Bruno José Daniel, o time venceu por 1 a 0 com um gol de mão de Fabinho aos 39 minutos do segundo tempo.
No Grupo B, o Mogi Mirim surpreendeu com um time que revelou os atacantes Rivaldo, Válber e Leto, ficou conhecido como "Carrossel Caipira" e foi a "sensação" do campeonato.
Classificação final
| Primeira Fase | Primeira Fase    | Primeira Fase | Primeira Fase | Primeira Fase | Primeira Fase | Primeira Fase | Primeira Fase | Primeira Fase | Primeira Fase |
| Grupo A | Grupo A          | Grupo A       | Grupo A       | Grupo A       | Grupo A       | Grupo A       | Grupo A       | Grupo A       | Grupo A       |
| Time | Time             | PG            | J             | V             | E             | D             | GP            | GC            | SG            |
| --- | ---------------- | ------------- | ------------- | ------------- | ------------- | ------------- | ------------- | ------------- | ------------- |
| 1 | São Paulo        | 36            | 26            | 14            | 8             | 4             | 43            | 22            | 21            |
| 2 | Palmeiras        | 33            | 26            | 12            | 9             | 5             | 30            | 16            | 14            |
| 3 | Corinthians      | 32            | 26            | 12            | 8             | 6             | 32            | 20            | 12            |
| 4 | Santos           | 32            | 26            | 10            | 12            | 4             | 39            | 23            | 16            |
| 5 | Portuguesa       | 31            | 26            | 10            | 11            | 5             | 34            | 20            | 14            |
| 6 | Guarani          | 30            | 26            | 8             | 14            | 4             | 30            | 25            | 5             |
| 7 | Ituano           | 28            | 26            | 8             | 12            | 6             | 31            | 29            | 2             |
| 8 | Bragantino       | 26            | 26            | 10            | 6             | 10            | 24            | 25            | -1            |
| 9 | Noroeste         | 25            | 26            | 9             | 7             | 10            | 22            | 32            | -10           |
| 10 | Juventus         | 25            | 26            | 8             | 9             | 9             | 25            | 27            | -2            |
| 11 | Botafogo-SP      | 21            | 26            | 7             | 7             | 12            | 24            | 37            | -13           |
| 12 | Santo André      | 19            | 26            | 3             | 13            | 10            | 20            | 32            | -12           |
| 13 | Sãocarlense      | 16            | 26            | 4             | 8             | 14            | 23            | 40            | -17           |
| 14 | Internacional    | 10            | 26            | 2             | 6             | 18            | 14            | 43            | -29           |
| Grupo B |                  |               |               |               |               |               |               |               |               |
| Time | Time             | PG            | J             | V             | E             | D             | GP            | GC            | SG            |
| 1 | Mogi Mirim       | 37            | 26            | 16            | 5             | 5             | 43            | 21            | 22            |
| 2 | Ponte Preta      | 36            | 26            | 13            | 10            | 3             | 43            | 25            | 18            |
| 3 | Rio Branco-SP    | 34            | 26            | 13            | 8             | 5             | 35            | 20            | 15            |
| 4 | União São João   | 33            | 26            | 12            | 9             | 5             | 38            | 26            | 12            |
| 5 | Marília          | 30            | 26            | 11            | 8             | 7             | 36            | 29            | 7             |
| 6 | XV de Piracicaba | 30            | 26            | 9             | 12            | 5             | 35            | 28            | 7             |
| 7 | Olímpia          | 27            | 26            | 9             | 9             | 8             | 25            | 24            | 1             |
| 8 | GE Novorizontino | 26            | 26            | 9             | 8             | 9             | 30            | 26            | 4             |
| 9 | Ferroviária      | 24            | 26            | 9             | 6             | 11            | 25            | 22            | 3             |
| 10 | América-SP       | 23            | 26            | 8             | 7             | 11            | 39            | 39            | 0             |
| 11 | Araçatuba        | 19            | 26            | 5             | 9             | 12            | 17            | 29            | -12           |
| 12 | São José         | 19            | 26            | 4             | 11            | 11            | 22            | 33            | -11           |
| 13 | XV de Jaú        | 17            | 26            | 7             | 3             | 16            | 23            | 50            | -27           |
| 14 | Catanduvense     | 9             | 26            | 1             | 7             | 18            | 9             | 48            | -39           |
| PG - pontos ganhos; J - jogos; V - vitórias; E - empates; D - derrotas; GP - gols pró; GC - gols contra; SG - saldo de gols |                  |               |               |               |               |               |               |               |               |

## Segunda fase
No Grupo I, o São Paulo abriu caminho com quatro vitórias seguidas, incluindo dois clássicos contra o Santos e um contra a Portuguesa, e garantiu vaga por antecipação depois do quinto jogo. Toninho Cerezo foi o destaque dessa fase, com gols nos dois primeiros jogos, mas foi o primeiro a acalmar os mais afoitos. "Ainda não ganhamos nada", avisava, antes das finais. No último jogo da fase, contra a Lusa, o São Paulo deu-se ao luxo de colocar apenas dois titulares em campo, Zetti e Cafu, e mesmo assim ganhou por 3 a 1. Desses nove reservas, dois andavam frequentando convocações para a seleção brasileira: Válber e Elivélton.
Já o Palmeiras, no Grupo II, teve mais trabalho para passar por Corinthians e Guarani. O time ganhou os três jogos de ida, todos pela contagem mínima, mas começou o segundo turno perdendo por 5 a 2 para o Guarani. A vitória sobre o Mogi Mirim por 2 a 0 deu ao time a vantagem de jogar por um empate diante do já eliminado Corinthians na última rodada, mas os alviverdes perderam por 2 a 1 e só se classificaram graças à derrota do Guarani para o Mogi. César Sampaio até perdeu um pênalti quando o jogo estava 2 a 0. Se o Guarani tivesse ganho o jogo, iria à final pelo saldo de gols. Assim que a vaga foi definida, os jogadores palmeirenses comemoraram muito.
Classificação final
| Segunda Fase | Segunda Fase | Segunda Fase | Segunda Fase | Segunda Fase | Segunda Fase | Segunda Fase | Segunda Fase | Segunda Fase | Segunda Fase |
| Grupo I | Grupo I      | Grupo I      | Grupo I      | Grupo I      | Grupo I      | Grupo I      | Grupo I      | Grupo I      | Grupo I      |
| Time | Time         | PG           | J            | V            | E            | D            | GP           | GC           | SG           |
| --- | ------------ | ------------ | ------------ | ------------ | ------------ | ------------ | ------------ | ------------ | ------------ |
| 1 | São Paulo¹   | 12           | 6            | 5            | 1            | 0            | 14           | 4            | 10           |
| 2 | Portuguesa   | 7            | 6            | 3            | 1            | 2            | 8            | 8            | 0            |
| 3 | Ponte Preta  | 4            | 6            | 1            | 2            | 3            | 5            | 8            | -3           |
| 4 | Santos       | 2            | 6            | 1            | 0            | 5            | 5            | 12           | -7           |
| Grupo II |              |              |              |              |              |              |              |              |              |
| Time | Time         | PG           | J            | V            | E            | D            | GP           | GC           | SG           |
| 1 | Palmeiras    | 8            | 6            | 4            | 0            | 2            | 8            | 7            | 1            |
| 2 | Corinthians  | 7            | 6            | 3            | 1            | 2            | 12           | 10           | 2            |
| 3 | Guarani      | 6            | 6            | 3            | 0            | 3            | 12           | 9            | 3            |
| 4 | Mogi Mirim   | 3            | 6            | 1            | 1            | 4            | 5            | 11           | -6           |
| ¹ O São Paulo começou com um ponto extra por ter vencido o Grupo A. PG - pontos ganhos; J - jogos; V - vitórias; E - empates; D - derrotas; GP - gols pró; GC - gols contra; SG - saldo de gols |              |              |              |              |              |              |              |              |              |

## Decisão
Tanto a decisão do Campeonato Paulista como a do Mundial Interclubes estavam originalmente marcadas para 13 de dezembro, por isso foi necessário adiar o segundo jogo da final paulista para 20 de dezembro. Mesmo assim, a data do primeiro jogo gerou polêmica, porque o São Paulo queria que ele fosse realizado no dia 4 de dezembro, uma sexta-feira, enquanto a Federação Paulista preferia o domingo, dia 6. Telê ameaçou entrar em campo com um time reserva, enquanto a Federação ameaçava o clube com uma suspensão caso isso acontecesse. Encontrou-se um meio-termo, com o jogo sendo marcado para sábado, dia 5. Dos três confrontos entre os times naquele ano, o São Paulo havia vencido apenas um, por 1 a 0, no primeiro turno da primeira fase do Paulistão. Nos outros dois, o Palmeiras vencera por placares elásticos (4 a 0 pelo Brasileiro, em 8 de março, e 3 a 0 ,na última rodada do segundo turno do Paulista, com a primeira colocação do grupo já garantida).
Nesse jogo, ainda que já preocupado com o Barcelona, o São Paulo jogou melhor e ganhou por 4 a 2. Raí marcou três gols, mas o destaque tricolor foi Cafu, que marcou o primeiro, de fora da área — "Nessa minha nova função sobram muitas bolas para chutar de fora da área", explicou —, deu o passe para o segundo (em uma jogada quase perdida) e o terceiro, e sofreu o pênalti que daria origem ao quarto gol.
Ambos os times reclamaram de supostas pressões adversárias sobre o árbitro Oscar Roberto de Godói. "O juiz, querendo provar que não era corrupto, prejudicou o Palmeiras", reclamou o dirigente palmeirense Carlos Facchina Nunes. "Depois [das declarações de Telê], a suspeita era geral." Telê também disse ter motivos para reclamar de Godói: "Ele foi muito honesto. Somente acabou aceitando as pressões dos jogadores do Palmeiras, que exigiam outra expulsão para compensar a de Mazinho. Por isso o Ronaldo, que fez uma falta normal em Evair, acabou sofrendo as consequências."
Acabado o jogo, os jogadores do São Paulo mal tiveram tempo de comemorar, pois poucas horas depois já estavam no saguão de embarque do aeroporto de Cumbica para embarcar para o Japão. "Foi ótimo vencer o Palmeiras", comemorou Müller, já no aeroporto. "Provamos a eles que futebol também se resolve nos detalhes. Vamos todos viajar felizes e contentes." Na volta do Japão, mais de cinco mil torcedores foram recepcionar o time no aeroporto, e o clima de festa, aliado ao fato de que o time precisava de apenas um empate para sagrar-se campeão paulista, não se falava em poupar titulares no segundo duelo contra o Palmeiras. "Todos são profissionais e vivem de suas conquistas", avisou Telê. Raí falava em um "pacto" durante a viagem.
Já o Palmeiras falava em "carimbar a faixa do São Paulo", mas o discurso era de respeito. "Mesmo se perdesse em Tóquio, o São Paulo não deixaria de ser um adversário respeitável, pelos jogadores de qualidade que possui", disse Otacílio. O time alviverde teve o jogo de volta das semifinais da Copa do Brasil, contra o Internacional, três dias depois, mas não passou por uma grande pressão, pois havia perdido o jogo de ida em casa por 2 a 0. Com quase duas semanas de preparação e sem ter de enfrentar uma disputa de título do outro lado do mundo, o elenco pôde ficar treinando e se concentrando para a decisão. Essa era a principal vantagem apontada pelos jogadores, como contou Toninho: "Tentaremos aproveitar o desgaste do São Paulo."
Na decisão, a maioria dos quase 111 mil pagantes presentes ao Morumbi era de são-paulinos. Esperava-se um São Paulo cauteloso, mas Telê armou o time para buscar o ataque desde o início. Não demorou para a estratégia ser recompensada, com Müller abrindo o placar na metade do primeiro tempo, depois de uma desatenção de Mazinho quando o jogo ainda estava equilibrado. No segundo tempo, Cerezo aproveitou-se de falha do goleiro César e ampliou depois de cobrança de escanteio. O gol de honra do Palmeiras, marcado por Zinho, foi marcado quase no fim do tempo regulamentar, quando a torcida são-paulina já cantava o hino do clube.
"O título ficou bem num time que ao longo de todo o campeonato provou sua superioridade sobre os demais clubes participantes", comemorou Telê. "Achei graça quando ouvi um comentarista desses dizer que o São Paulo já tinha chegado ao auge em Tóquio e agora poderia refugar na final do Campeonato Paulista. Uma coisa dessas só sai da cabeça de alguém que não conhece nem eu e nem o que é o clube São Paulo." Raí, em clima de despedida — era certo que ele seria vendido, mas não se sabia para que time nem que ele ainda ficaria por mais seis meses —, subiu no símbolo do São Paulo que fica ao lado do gramado do Morumbi, ouviu gritos de "Fica, fica, fica!", chorou o arremessou sua camisa para a torcida da geral. No lado do Palmeiras, havia a esperança de dias melhores a partir de 1993. "Vamos falar a verdade, o São Paulo está bem melhor", disse Zinho. "A gente tem muita coisa pela frente. Nosso time tem só três meses; eles estão juntos há dois anos."
Os três títulos importantes conquistados em 1992, somados aos três títulos de torneios amistosos, fizeram com que o São Paulo fosse o destaque esportivo do ano e, de acordo com o jornal O Estado de S. Paulo, um "exemplo de competência para o esporte". Já a revista Placar decretou: "O São Paulo hoje está muito à frente dos adversários."
| 5 de dezembro de 1992 | Palmeiras                                                  | 2 — 4 | São Paulo                                                         | Morumbi, São Paulo Público: 90.688 Renda: Cr$ 4.165.200.000 Árbitro: Oscar Roberto de Godói |
|                       | Daniel Frasson 22 do 1.º Zinho 28 do 2.º Mazinho 35 do 1.º |       | Cafu 11 do 1.º Raí 35 do 1.º Raí 36 do 2.º Raí 48 do 2.º Ronaldão |                                                                                             |

Palmeiras: César, Mazinho, Toninho, Edinho Baiano e Dida; César Sampaio, Daniel Frasson, Carlinhos (Maurílio) e Zinho; Evair e Cuca. Técnico: Otacílio Gonçalves.
São Paulo: Zetti, Vítor (Válber), Adilson, Ronaldão e Ronaldo Luís; Pintado, Toninho Cerezo (Dinho) e Raí; Cafu, Müller e Palhinha. Técnico: Telê Santana.
| 20 de dezembro de 1992 | São Paulo                                 | 2 — 1 | Palmeiras       | Morumbi, São Paulo Público: 110.887 Renda: Cr$ 5.218.880.000 Árbitro: José Aparecido de Oliveira |
|                        | Müller 24 do 1.º Toninho Cerezo 14 do 2.º |       | Zinho 45 do 2.º |                                                                                                  |

São Paulo: Zetti, Vítor (Válber), Adilson, Ronaldão e Ronaldo Luís; Pintado, Toninho Cerezo (Dinho), Cafu e Raí; Palhinha e Müller. Técnico: Telê Santana.
Palmeiras: César, Mazinho, Toninho, Edinho Baiano e Dida; César Sampaio, Daniel Frasson (Maurílio), Cuca (Carlinhos) e Jean Carlo; Evair e Zinho. Técnico: Otacílio Gonçalves.
| Campeão Paulista de 1992 |
| ------------------------ |
| SÃO PAULO (18º título)   |